# Saint-Pierre (Jura)
Pour les articles homonymes, voir Saint-Pierre.
Saint-Pierre est une commune française située dans le département du Jura, dans la région culturelle et historique de Franche-Comté et la région administrative Bourgogne-Franche-Comté.

## Géographie

### Localisation
Le village s'étend tout en longueur le long de la RD 330 sur 3 km. Il se blôtit en bordure de la forêt de la Joux Derrière dans la vallée du Grandvaux. L'orientation Nord-est / Sud-ouest de la vallée la rend particulièrement vulnérable à la bise, glaciale en hiver. Le village est d'ailleurs réputé être un des plus froids de France.
Le village dispose d'une petite zone industrielle le long de la RD 678 où sont produits des meubles et des lunettes et qui se trouve à côté des pistes de ski de fond de la forêt de Trémontagne.

### Communes limitrophes
Les communes limitrophes sont La Chaumusse, La Chaux-du-Dombief, Saint-Laurent-en-Grandvaux, Saint-Maurice-Crillat et Grande-Rivière Château.
| La Chaux-du-Dombief   |                | La Chaumusse               |
|                       | Saint-Pierre   | Saint-Laurent-en-Grandvaux |
| Saint-Maurice-Crillat | Grande-Rivière |                            |

### Climat
Pour des articles plus généraux, voir Climat de la Bourgogne-Franche-Comté et Climat du département du Jura.
En 2010, le climat de la commune est de type climat de montagne, selon une étude du Centre national de la recherche scientifique s'appuyant sur une série de données couvrant la période 1971-2000. En 2020, Météo-France publie une typologie des climats de la France métropolitaine dans laquelle la commune est exposée à un climat de montagne ou de marges de montagne et est dans la région climatique  Jura, caractérisée par une forte pluviométrie en toutes saisons (1 000 à 1 500 mm/an), des hivers rigoureux et un ensoleillement médiocre. 
Pour la période 1971-2000, la température annuelle moyenne est de 7,4 °C, avec une amplitude thermique annuelle de 16,2 °C. Le cumul annuel moyen de précipitations est de 1 820 mm, avec 13,8 jours de précipitations en janvier et 10,6 jours en juillet. Pour la période 1991-2020, la température moyenne annuelle observée sur la station météorologique de Météo-France la plus proche, « Cogna », sur la commune de Cogna à 12 km à vol d'oiseau, est de 10,8 °C et le cumul annuel moyen de précipitations est de 1 557,5 mm. 
La température maximale relevée sur cette station est de 39 °C, atteinte le 12 août 2003 ; la température minimale est de −18,5 °C, atteinte le 6 février 2012,,. 
Les paramètres climatiques de la commune ont été estimés pour le milieu du siècle (2041-2070) selon différents scénarios d'émission de gaz à effet de serre à partir des nouvelles projections climatiques de référence DRIAS-2020. Ils sont consultables sur un site dédié publié par Météo-France en novembre 2022.

## Urbanisme

### Typologie
Au 1er janvier 2024, Saint-Pierre est catégorisée commune rurale à habitat dispersé, selon la nouvelle grille communale de densité à sept niveaux définie par l'Insee en 2022.
Elle est située hors unité urbaine et hors attraction des villes,.

### Occupation des sols

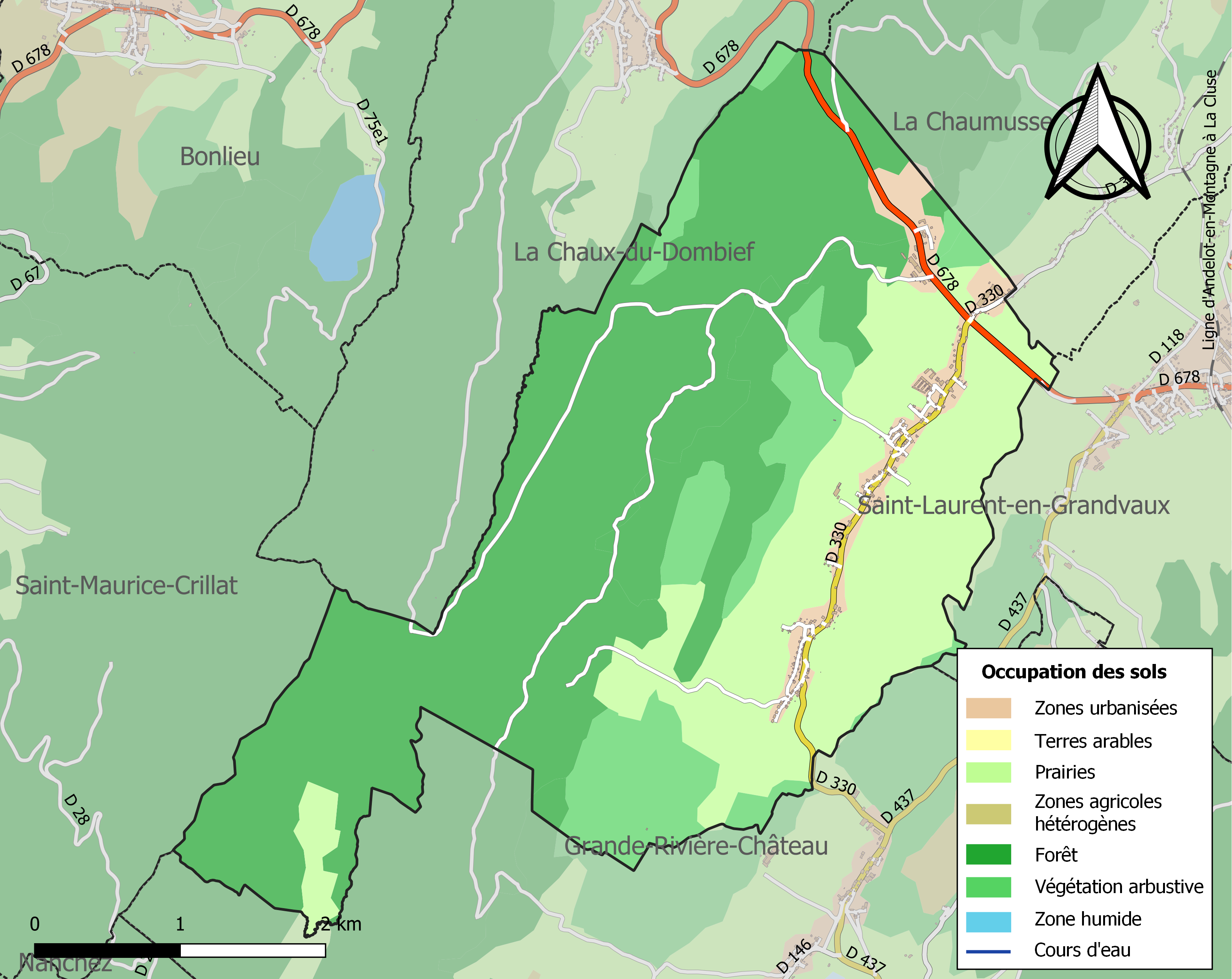
Carte des infrastructures et de l'occupation des sols de la commune en 2018 (CLC).

L'occupation des sols de la commune, telle qu'elle ressort de la base de données européenne d’occupation biophysique des sols Corine Land Cover (CLC), est marquée par l'importance des forêts et milieux semi-naturels (67,9 % en 2018), une proportion sensiblement équivalente à celle de 1990 (67,6 %). La répartition détaillée en 2018 est la suivante : 
forêts (55,4 %), prairies (27,4 %), milieux à végétation arbustive et/ou herbacée (12,4 %), zones urbanisées (3,3 %), zones industrielles ou commerciales et réseaux de communication (1,4 %). L'évolution de l’occupation des sols de la commune et de ses infrastructures peut être observée sur les différentes représentations cartographiques du territoire : la carte de Cassini (XVIIIe siècle), la carte d'état-major (1820-1866) et les cartes ou photos aériennes de l'IGN pour la période actuelle (1950 à aujourd'hui).

## Histoire
La commune était autrefois desservie par les Chemins de fer vicinaux du Jura sur la ligne Clairvaux-Foncine-le-Haut. Cette ligne a été mise hors service en 1939.

## Politique et administration
| Période | Période  | Identité       | Étiquette | Qualité |
| ------- | -------- | -------------- | --------- | ------- |
|         |          |                |           |         |
| 1995    | 2008     | Michel Verjus  |           |         |
| 2008    | 2014     | Marcel Bouvet  |           |         |
| 2014    | En cours | Liliane Faivre |           |         |

## Démographie
L'évolution du nombre d'habitants est connue à travers les recensements de la population effectués dans la commune depuis 1793. Pour les communes de moins de 10 000 habitants, une enquête de recensement portant sur toute la population est réalisée tous les cinq ans, les populations de référence des années intermédiaires étant quant à elles estimées par interpolation ou extrapolation. Pour la commune, le premier recensement exhaustif entrant dans le cadre du nouveau dispositif a été réalisé en 2005.

En 2022, la commune comptait 362 habitants, en évolution de +6,16 % par rapport à 2016 (Jura : −0,81 %, France hors Mayotte : +2,11 %).
| 1793 | 1800 | 1806 | 1821 | 1831 | 1836 | 1841 | 1846 | 1851 |
| ---- | ---- | ---- | ---- | ---- | ---- | ---- | ---- | ---- |
| 790  | 823  | 613  | 831  | 808  | 735  | 644  | 597  | 578  |

| 1856 | 1861 | 1866 | 1872 | 1876 | 1881 | 1886 | 1891 | 1896 |
| ---- | ---- | ---- | ---- | ---- | ---- | ---- | ---- | ---- |
| 509  | 502  | 476  | 447  | 417  | 405  | 355  | 316  | 309  |

| 1901 | 1906 | 1911 | 1921 | 1926 | 1931 | 1936 | 1946 | 1954 |
| ---- | ---- | ---- | ---- | ---- | ---- | ---- | ---- | ---- |
| 308  | 282  | 226  | 225  | 269  | 282  | 222  | 212  | 182  |

| 1962 | 1968 | 1975 | 1982 | 1990 | 1999 | 2005 | 2006 | 2010 |
| ---- | ---- | ---- | ---- | ---- | ---- | ---- | ---- | ---- |
| 185  | 163  | 185  | 204  | 239  | 316  | 327  | 326  | 322  |

| 2015 | 2020 | 2022 | - | - | - | - | - | - |
| ---- | ---- | ---- | - | - | - | - | - | - |
| 341  | 368  | 362  | - | - | - | - | - | - |

## Lieux et monuments
- L'Église au centre du village
- La Madone qui le domine à l'Ouest

## Personnalités liées à la commune
- Quentin Fillon Maillet, biathlète